# Алпамыш-батыр (эпос)

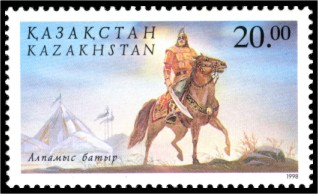
Марка Казахстана, 1998

Алпамыш-батыр (узб. Alpomish) — узбекский, каракалпакский и казахский эпос, рассказывающий про героического богатыря из племени Кунгират в долине Байсун.

## Содержание
В эпосе ярко изображены быт, социальные взаимоотношения, обычаи, мировоззрение племени кунграт. Положительные герои — Алпамыш, Гульбарчин, Кейкубат, Каракозайим являются носителями лучших качеств народа. «Алпамиш-Батыр» известен и популярен и у других тюркоязычных народов: каракалпаков, татар, башкир, алтайцев, казахов и других. Узбекские варианты эпоса отличаются от казахских и каракалпакских тем, что Алпамыш и его возлюбленная дети двух братьев, т.е. узбеки-кунграты женятся на своих близких и дальних родственницах, что их отличает от кунгратов в составе других народов Средней Азии.
Композиционно сказание делится на две части:
- поездка Алпамыша за невестой, состязание его с женихами-соперниками, женитьба героев;
- поход Алпамыша против калмыцкого правителя-насильника Тайчахана, семилетнее пребывание богатыря в темнице и победное возвращение на родину. Узбекское сказание подверглось обычной для эпоса генеалогической циклизации: был создан особый достан о приключениях Ядгара, сына Алпамыша.

Основная идея эпоса — борьба народа за независимость, утверждение справедливой и мирной жизни, высоких человеческих идеалов.

## История
Впервые был опубликован под названием «Кисса-и-Алфамыш» в версии казахского этнографа и поэта Жусипбека Шайхисламулы (г. Казань, 1899). Известны различные варианты этого эпоса, записанные у разных народных сказателей — Ж. Бекмухамедова, Е. Ахметбекова и других.
Наиболее полный вариант сказания об Алпамыше записан от узбекского сказителя Фазила Юлдаш-оглы (около 14 тыс. стихов).

## Наука
Тексты вариантов эпоса подготовлены и изданы А. Диваевым, А. Конратбаевым, С. Сейфуллиным, С. Мукановым. Проведено сравнительное исследование происхождения, распространения, сходства и различия вариантов эпоса. Вклад в научное изучение «Алпамыш-Батыра» внесли казахские учёные М. Габдуллин, Х. Жумалиев, М. Ауэзов, С. Сейфуллин, А. Маргулан, Н. Смирнова, Т. Сыдыков. Казахский композитор Е. Рахмадиев написал оперу «Алпамыс» (либретто К. Кенжетаева).